# يوفالدا
يوفالدا (بالإنجليزية: Uvalda, Georgia)‏ هي مدينة تقع في مقاطعة مونتغومري، جورجيا بولاية جورجيا في الولايات المتحدة. تبلغ مساحة هذه المدينة 5 (كم²)، وترتفع عن سطح البحر 54 م، بلغ عدد سكانها 530 نسمة في عام 2010 حسب إحصاء مكتب تعداد الولايات المتحدة.

## أعلام
- والي موسى

## وصلات خارجية
- Cities & Counties - Georgia.gov